# Dimorphostylis quadriplicata
Dimorphostylis quadriplicata is een zeekommasoort uit de familie van de Diastylidae. De wetenschappelijke naam van de soort is voor het eerst geldig gepubliceerd in 1960 door Gamo.